# 羅伯特·E·凱利
羅伯特·E·凱利（英語：Robert E. Kelly；1972年9月27日—）是專長於南北韓關係的政治學者，現為韓國釜山大學政治學與外交系的副教授。2017年3月，凱利在接受BBC國際台訪問時因兩名幼兒與妻子意外入鏡而爆紅。

## 早年生活
羅伯特·E·凱利於1972年出生於美國俄亥俄州凱霍加郡，1994年畢業於俄亥俄州邁阿密大學，專業為歷史與政治學；並分別於2002年和2005年自俄亥俄州立大學獲碩士與博士學位（國際關係專業），論文主題為非政府組織在布列敦森林制度中扮演的角色。此外凱利曾在德國聯邦議院實習，能流利使用德語。

## 職業生涯
羅伯特·E·凱利為韓國釜山大學政治學與外交系的副教授，為專門研究南北韓關係的政治評論員，經常接受平面與電視媒體採訪，獲其同事讚為「非常出色的韓國分析家」。凱利曾接受BBC國際台、中国中央电视台與半島電視台採訪，在《外交家》、《外交事務》、《華盛頓郵報》和《紐約時報》等報章雜誌上撰文，並經常為澳洲洛伊國際政策研究所發布的部落格《The Interpreter》供稿。

### BBC新聞專訪事件
2017年3月10日，凱利在家接受BBC國際台主播詹姆士·梅內德斯的線上直播採訪，評論韓國總統朴槿惠彈劾案，採訪期間凱利4歲大的女兒（Marion）、9個月大的兒子（James）先後意外進入其房間而入鏡，隨後其妻衝入房間將兩名幼兒迅速帶出，採訪則照常進行至結束。BBC新聞將此專訪影片讚為當週最佳的電視片段，影片在社交網站上爆紅，入鏡的4人均成為網路迷因的主題。影片發布後一天內就在YouTube上累積超過600萬次瀏覽，在英國成為排名第一的熱門影片，並成為2017年度Youtube的第十大熱門影片。
許多觀眾與記者誤將影片中入鏡的凱利妻子當作他的保母，也有網友對凱利的家庭關係發表評論。3月14日凱利一家再度接受BBC採訪，談論此次事件。該年底凱利接受《卫报》專訪時表示「那兩個禮拜我們成了世界上最出名的家庭」。
凱利因此事件爆紅後，曾與家人作為特別來賓登上韓國KBS2的親子實境秀《我的超人爸爸》。

## 著作
- Kelly, Robert E. . International Relations of the Asia-Pacific. 2011-12-27, 12 (1): 101–132. doi:10.1093/IRAP/LCR020.
- ———. . The Korean Journal of Defense Analysis. 2011-12-01, 23 (4): 457–472  [2023-03-18]. （原始内容存档于2023-03-18）.
- ———. . European Journal of International Relations. 2011-07-18, 18 (3): 407–430. S2CID 146715727. doi:10.1177/1354066111409771.
- ———. . International Political Science Review. 2011-06-01, 32 (3): 323–344. S2CID 145344682. doi:10.1177/0192512110380572.
- ———. . Geopolitics. 2010-11-19, 15 (4): 705–725. S2CID 144152785. doi:10.1080/14650041003718325.
- ———. . Development in Practice. 2008-06-01, 18 (3): 319–332. S2CID 154309459. doi:10.1080/09614520802030342.
- ———. . International Studies Review. 2007-06-01, 9 (2): 197–229. doi:10.1111/J.1468-2486.2007.00671.X.
- ———. . Journal of Civil Society. 2007-06-01, 3 (1): 81–99. S2CID 144199282. doi:10.1080/17448680701390786.
- Lebow, Richard Ned; Kelly, Robert. . Review of International Studies. 2001-10-01, 27 (4): 593–609. S2CID 146343652. doi:10.1017/S0260210501005939.

## 外部連結
- 官方网站
- 羅伯特·E·凱利的X（前Twitter）
- 羅伯特·E·凱利的Facebook專頁
- YouTube上的羅伯特·E·凱利頻道
- 维基共享资源上的相關多媒體資源：羅伯特·E·凱利